# 쿡 제도의 국가
신이 진리다(마오리어: Te Atua Mou E)는 쿡 제도의 국가로, 1982년에 제정되었다. Thomas Davis가 작곡하고 Pa Tepaeru Te Rito Ariki Lady Davis가 작사했다. 평상시에는 뉴질랜드의 국가 뒤에 연주되지만 농구, 야구, 배구, 축구 등 스포츠 경기에서는 이 곡이 단독으로 연주된다.

## 마오리어가사
Te Atua mou e
Ko koe rai te pu
O te pā enua e
Akarongo mai
I to mātou nei reo
Te kapiki atu nei
Paruru mai
Ia mātou nei
Omai te korona mou
Kia ngateitei
Kia vai rai te aroa
O te pā enua e

### 한국어해석
진리의 하느님이시여,
당신은 인도자십니다.
우리나라의.
우리들의 목소리를
들어주소서.
우리가 당신을 부를 때.
우리를 보호하며
우리를 인도하며
우리에게 진리의 왕관을 내려주소서
우리가 성공하도록,
사랑과 평화가 영원히 지배하도록,
우리가 사랑하는 나라에.